# Unió de Federalistes Europeus
La Unió de Federalistes Europeus (en anglès: Union of European Federalists, en francès: Union des Fédéralistes Européens, en alemany: Union Europäischer Föderalisten, sovint coneguda per les seves sigles UEF), és una organització política d'àmbit europeu estructurada en 24 seccions estatals. Fou fundada el 1946 i el seu objectiu és promoure la integració política europea amb la creació d'una Europa federal com a objectiu. UEF forma part del Moviment Europeu i el Moviment Federalista Mundial.
La Unió de Federalistes Europeus fou fundada el 15 de desembre de 1946 a París, on s'aprovaren els seus estatuts i s'establí una direcció encapçalada per Gaston Riou, polític radical-socialista i diputat durant la Tercera República Francesa. Un cop establerta, la UEF va impulsar la creació del Moviment Europeu i l'organització del Congrés de la Haia de 1948, punt d'inflexió del procés d'integració europea.
A la primera meitat de la dècada dels anys 50, es produí dins l'organització un debat entre dos sectors: per una banda els anomenats "federalistes pragmàtics" encapçalats per Hendrik Brugmans i partidari d'aprofitar la creació de les Comunitats Europees com a primera passa cap a la federació europea, i per altra banda els "federalistes intransigents" encapçalats per Altiero Spinelli i crítics amb la integració paulatina defensada pels pragmàtics i reflectida en el model Monnetià d'integració. Aquest debat conduí, el 1956, a l'escissió del sector pragmàtic, que s'organitzà en la Acció Europea Federalista, mentre que el 1959 la UEF va adoptar la denominació de Moviment Federalista Europeu Supranacional. Amb el temps, la AEF acabà desencantada amb la lentitud amb que avançava la integració europea en l'àmbit polític i el 1973 es produí la reunificació d'ambdues organitzacions.
La celebració, el 1979, de les primeres eleccions als Parlament Europeu, va traslladar l'activisme de la UEF a l'àmbit institucional gràcies a l'elecció d'Altiero Spinelli com a eurodiputat. Des del Parlament Europeu, Spinelli impulsà la creació del Club del Crocodile, un grup d'eurodiputats federalistes que en poc temps acabà reunint 180 membres del Parlament, gairebé la meitat dels 410 que formaven el plenari l'any 1980.

## Llista de Presidents
- 1947 – 1949: Hendrik Brugmans
- 1950 – 1952: Henry Frenay
- 1955 – 1956: Altiero Spinelli
- 1957 - 1959: Alexandre Marc
- 1964 – 1975: Etienne Hirsch
- 1975 – 1984: Mario Albertini
- 1984 – 1987: John Pinder
- 1990 – 1997: Francesco Rossolillo
- 1997 – 2004: Jo Leinen
- 2006 – 2008: Mercedes Bresso
- 2008 - 2013: Andrew Duff
- 2013 - 2018: Elmar Brok
- 2018 - actualitat: Sandro Gozi[5][6]